# Formiga Martinenca
La Formiga Martinenca és una cooperativa de consum individual i familiar fundada el 1903 al barri d'El Clot (Barcelona) per iniciativa d'un petit grup de veïns dels carrers Ripollès i Trinxant. Alhora, disposava també d'una companyia de teatre, l'Escola de Dansa Cristina Morán i un grup d'esperanto. Des de 1925 comptava amb local de la seva propietat i en 1927 es registra legalment. Durant la Segona República Espanyola fou absorbida per la Lealtad de Gracia, fins que en 1945, dissolta aquesta, torna a recuperar la seva entitat. Va estar a punt de desaparèixer el 1979 a causa de l'especulació immobiliària fins que en 1983 la Comissió Municipal Permanent aprovà la compra del local actual. En 2007 la seva presidenta Gloria Bañon Fàbregas va rebre la Medalla d'Honor de Barcelona.
L'any 2010 la Formiga Martinenca modernitza les seves instal·lacions, fent-la accesible, pero conservant la seva esència. Aquest mateix any s'incorpora a l'entitat l'Escola d'actors de Barcelona, que te la seva seu des d'aleshores dins del mateix local. Aquesta escola va ser fundada l'any 1977 per Josep Anton Codina i Cesc Queral.
L'any 2022, després d'estar tancada durant gairebé 2 anys a causa de la pandèmia del coronavirus, torna a obrir les portes com a Cooperativa Cultural i Centre de Creació Artística. D'aquesta manera s'intenta agafar una nova linea que acosti l'entitat al barri i la ciutat com a Teatre la Formiga eab.